# Adrar Tigharghar
El Adrar Tigharghar o Tirharrhar es una montaña del Noreste de Malí, a aproximadamente 790 metros de altitud, en la parte sur oeste de Adrar de los Iforas, entre Kidal y Tessalit.
Durante la guerra de Malí, se desarrolló la llamada batalla del Tigharghâr, durante una ofensiva franco-chadiana en primavera de 2013 con el fin de tomar el control del Adrar Tigharghar, base principal de Al Qaeda al Magreb islámico en Malí. El monte Tigharghâr y el valle del Ametettaï son entonces el último reducto de los yihadistes del sector.